# Te Amo Corazón
Te Amo Corazón es una canción de Prince, lanzada como el primer sencillo de su álbum de 2006. Fue lanzada oficialmente por el NPG Music Club el 13 de diciembre de 2005. Alcanzó el número 7 en Italia y el número 24 en Suiza. 
La canción es un número lento, a fuego lento influenciado por los ritmos bossa nova. El vídeo musical fue filmado en Marrakech, protagonizado por Mía Maestro y dirigido por la actriz Salma Hayek.
La canción fue versionada por Viktoria Tolstoy en su álbum Pictures of Me, junto con otra canción de Prince, Strollin'. 

## Posicionamiento en listas
| Lista (2005–06)                   | Mejor posición |
| --------------------------------- | -------------- |
| Austria (Ö3 Austria Top 40)       | 61             |
| Dinamarca (Tracklisten)           | 14             |
| Alemania (Official German Charts) | 58             |
| Italia (FIMI)                     | 7              |
| Noruega (VG-lista)                | 11             |
| España (PROMUSICAE)               | 2              |
| Suecia (Sverigetopplistan)        | 37             |
| Suiza (Schweizer Hitparade)       | 24             |